# Laphystia albiceps
Laphystia albiceps är en tvåvingeart som först beskrevs av Macquart 1846.  Laphystia albiceps ingår i släktet Laphystia och familjen rovflugor.
Artens utbredningsområde är Texas. Inga underarter finns listade i Catalogue of Life.